# Grozny Avia
Grozny Avia (en russe : Грозный Авиа) est une compagnie russe basée à Grozny et à Simferopol. Elle est active d'août 2007 à décembre 2016.

## Histoire
La compagnie aérienne a été créée le 17 août 2007 par le fonds public régional Ramzan Kadyrov sur ordre du président de la Tchétchénie. En 2014, un accord pour l'acquisition de deux avions Soukhoï SuperJet 100 a échoué en raison du coût trop important.
En avril 2016, à sa demande, son certificat de transporteur aérien international est suspendu par l'agence fédérale de transport aérien russe, puis, en décembre 2016, le certificat de transporteur aérien est suspendu pour des problèmes financiers.

## Flotte

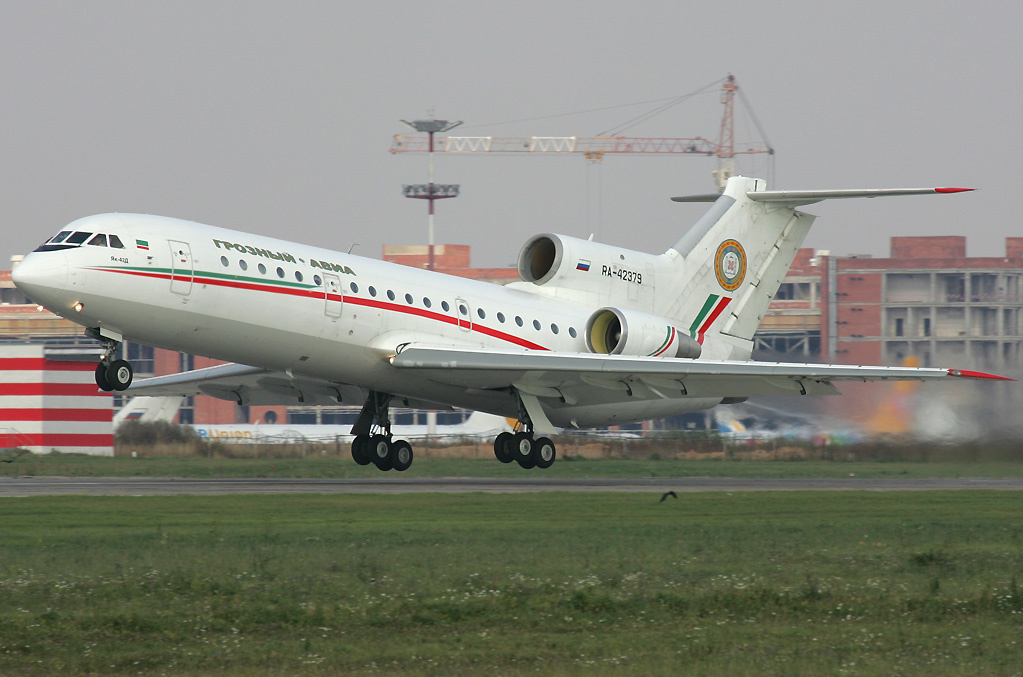
Yakovlev Yak-42 de la compagnie Grozny Avia.

La flotte de Groznyyavia comprenait les avions suivants au 7 novembre 2012 :
| Type d'avion    | Nombre en activité | Notes |
| --------------- | ------------------ | ----- |
| Yakovlev Yak-42 | 6                  |       |